# Ernst Schmitz (Chemiker)
Ernst Schmitz (* 9. August 1928 in Breslau; † 18. September 2021 in Berlin) war ein deutscher Chemiker und Professor für Organische Chemie.

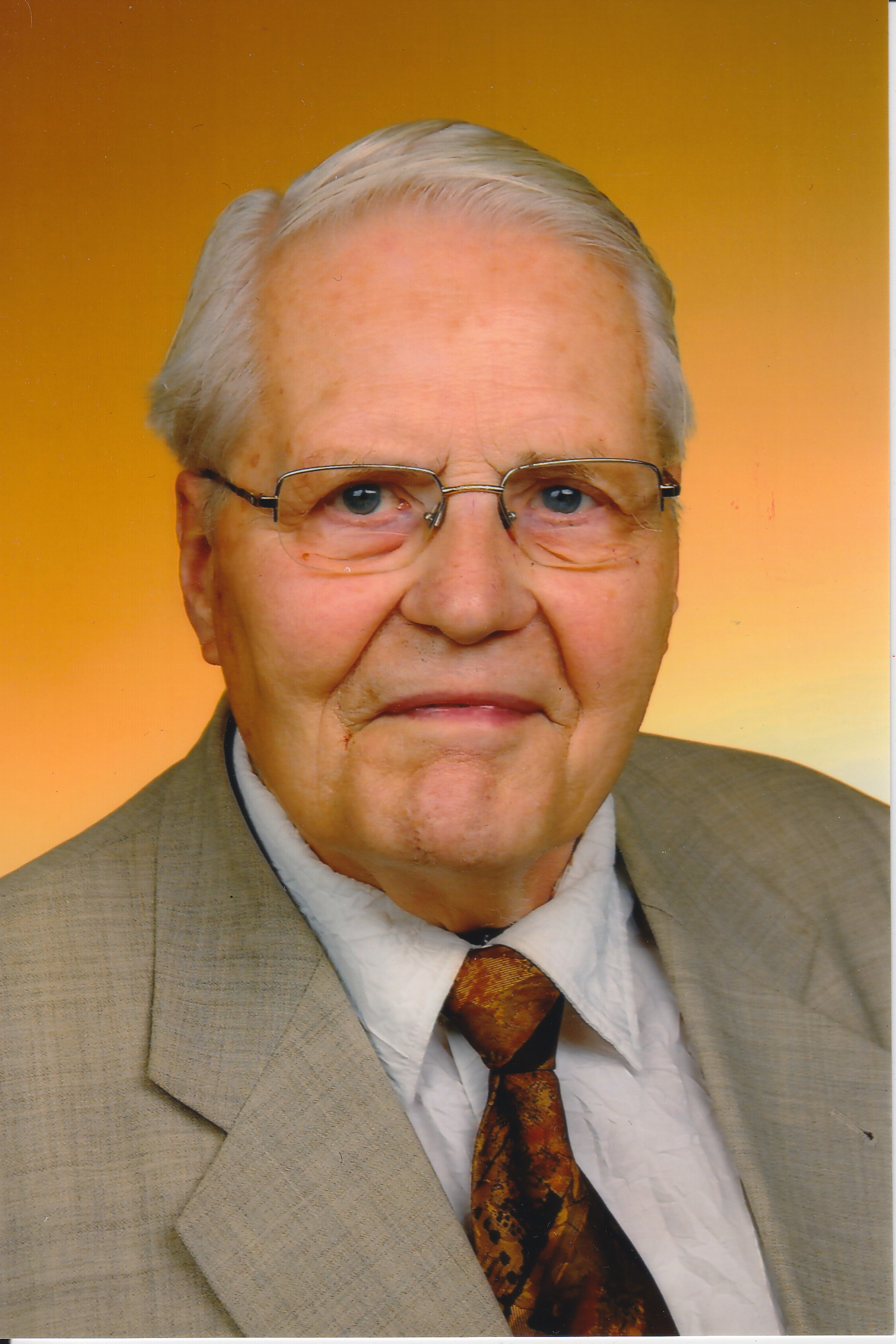
Ernst Schmitz (2011)

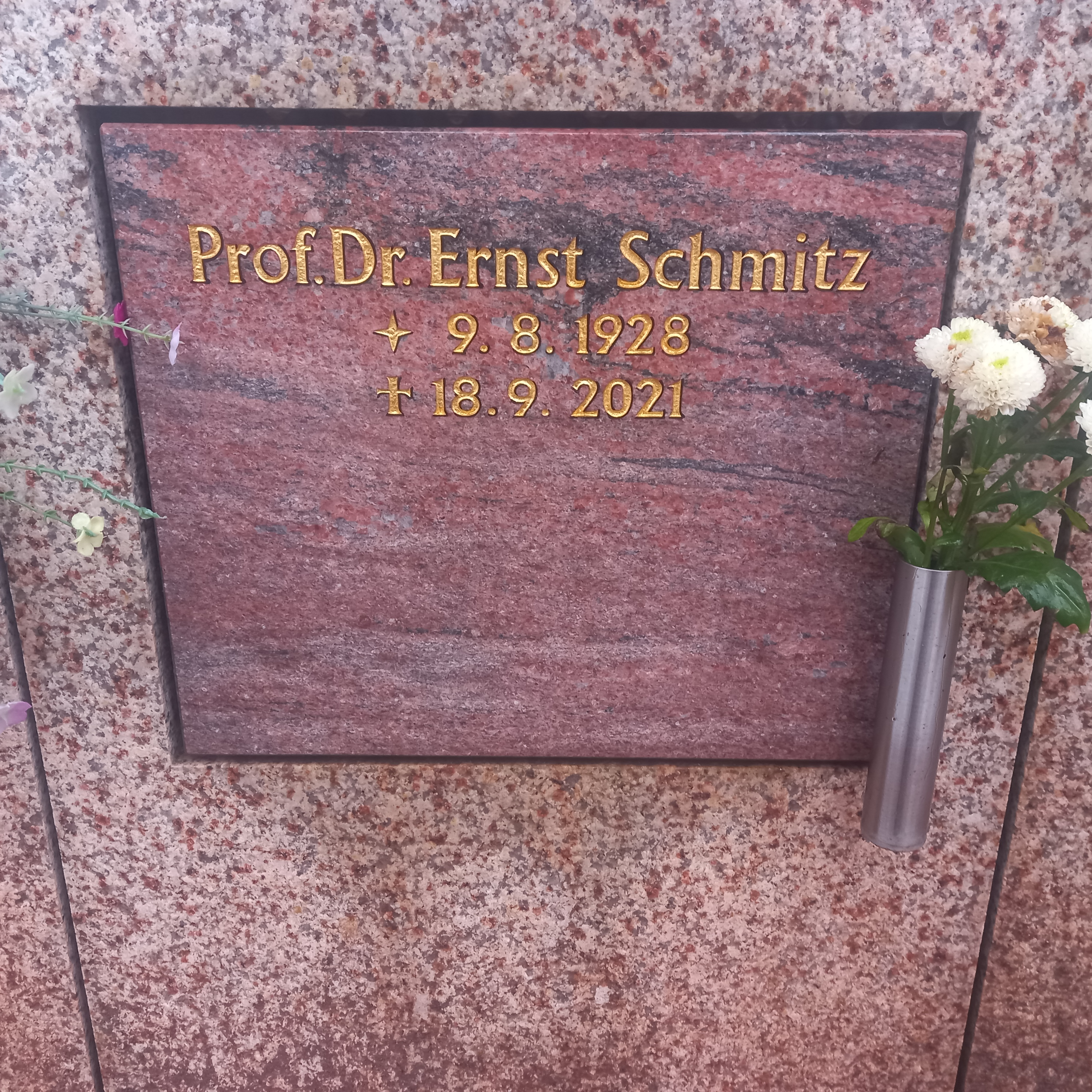
Das Grab von Ernst Schmitz auf dem Friedhof Adlershof

## Leben
Schmitz wuchs als Sohn des Chemikers und Professors Ernst Ludwig Eberhard Schmitz (1882–1960) in Breslau auf und besuchte ab 1934 die Grundschule, von 1937 bis 1944 das humanistische Gymnasium. Das Abitur legte er 1946 in Reutlingen ab. Danach war er drei Jahre als Landarbeiter tätig. Schmitz studierte ab 1949 Chemie an der Technischen Hochschule Stuttgart und ab 1950 an der Martin-Luther-Universität Halle (MLU Halle). Seine Diplomarbeit fertigte er bis Dezember 1953 im Arbeitskreis von Wolfgang Langenbeck in Halle an. 1954 bis 1955 arbeitete Schmitz als Chemiker in der Industrie, bei der Farbenfabrik Wolfen.  Zugleich begann er mit den Experimenten zu seiner Doktorarbeit (Thema: „Isochromane und ihre Peroxide; ein Beitrag zur Autoxidation der Ether“). Als akademischer Schüler von Alfred Rieche wurde Ernst Schmitz im November 1955 an der Friedrich-Schiller-Universität Jena promoviert. Wissenschaftlicher Mitarbeiter am Institut für Organische Chemie der Akademie der Wissenschaften der DDR war er ab dem 9. August 1955. 1968 wurde er dort Abteilungsleiter und beschäftigte sich mit der „Stickstoff-Funktionalisierung“. Am 1. März 1990 wurde Schmitz Leiter des Instituts für Organische Chemie. Das Thema seiner Habilitationsschrift lautete: „Heterocyclen des Hydrazins und des Wasserstoffperoxids“. Schmitz wurde 1960 an der Humboldt-Universität zu Berlin habilitiert und wirkte dort ab 1960 nebenamtlich als Dozent, ab dem 1. September 1963 als Professor. Ab dem 1. Januar 1994 war Ernst Schmitz nur noch nebenamtlich tätig.

## Wissenschaftliches Werk
Schmitz arbeitete über organische Peroxide, Heterocyclen (Isochinoline, Tetrazine, cyclische Peroxide, Pyroline, Aziridine, Oxaziridine, Diaziridine, cyclische Diazoverbindungen etc.), über die Chemie von N-Halogenaminen und elektrophile Aminierungen sowie über die Synthese von Pheromonen.

## Schriften
- Synthesen mit N-Halogenaminen. In: Angewandte Chemie. 73, 1961, S. 23–25, doi:10.1002/ange.19610730106.
- E. Schmitz et al.: Cyclodiazomethan. In: Tetrahedron Letters. 2, 1961, S.  612.
- mit D. Habisch, A. Stark: Diazirine als Carbenbildner. In: Angewandte Chemie. 75, 1963, S. 723–724.
- mit R. Ohme, G. Kozakiewicz: Bildung von Diimid durch Aminierungsreaktionen. In: Zeitschrift für Anorganische und Allgemeine Chemie. 344, 1965, S.  339, doi:10.1002/zaac.19653390107.
- mit S. Schramm, W. Flamme, U. Bicker: Nebenreaktionen der Chloraminherstellung. In: Zeitschrift für Anorganische und Allgemeine Chemie. 396, 1973, S. 178–184, doi:10.1002/zaac.19733960208.
- Umlagerung von 3.3-Pentamethylenoxaziridin in Caprolactam. In: Journal für praktische Chemie. 319, 1977, S. 274.
- mit H. Sonnenschein, R. J. Kuban: Ring Opening and Ring Enlargement of a Cyclopropene Carboxylic Acid. In: Tetrahedron Letters. 26, 1985, S. 4911–4914.
- mit S. Andreae: Electrophilic Aminations with Oxaziridines. In: Synthesis. 1985, S. 327–341, doi:10.1055/s-1991-26459.
- E. Schmitz et al.: Ring Transformations of Pyrazolones via Azo-Olefines. In: Bull. Soc. Chim. Belg. 101, 1992, S. 61.

## Ehrungen
- Korrespondierendes Mitglied der Akademie der Wissenschaften der DDR (1975–1990)
- Mitglied der Leopoldina (seit 1966)[4]
- Mitglied der Berlin-Brandenburgischen Akademie der Wissenschaften (ab 1993)
- August-Kekulé-Medaille (1988)[5]
- Bundesverdienstkreuz (1999)